# الحاسی
الحاسی (به عربی: الحاسی) یک شهرداری در الجزایر است که در استان باتنه واقع شده‌است.